# Santa Fe de Antioquia
Santa Fe de Antioquia è un comune della Colombia facente parte del dipartimento di Antioquia.
Il centro abitato venne fondato da Jorge Robledo nel 1541 e nello stesso anno venne istituito il comune.
In epoca coloniale era il capoluogo del dipartimento.

## Monumenti e luoghi di interesse

### Chiese di Santa Fe
Tutta la città è un luogo d'interesse. L'architettura sopravvissuta attraverso gli anni a Santa Fe de Antioquia le conferisce un aspetto di città fermatasi al periodo coloniale per cui l'intera città è stata dichiarata Monumento nazionale della Colombia.
- Cattedrale dell'Immacolata Concezione: cattedrale cattolica di stile neoclassico costruita tra il 1797 e il 1837 su progetto dell'architetto cappuccino Domingo de Petrés e si trova sul lato nordorientale della piazza principale della città. È la sede episcopale dell'Arcidiocesi di Santa Fe de Antioquia.
- Chiesa di Santa Barbara: chiesa cattolica dedicata a Santa Barbara in stile barocco popolare, costruita tra il 1726 e il 1795. Si trova su un lato dell'omonima piazza.
- Chiesa di Nostra Signora di Chiquinquirá: chiesa cattolica dedicata alla Vergine Maria di Chiquinquirá. Di stile neoclassico, con molti elementi barocchi, fu eretta tra il 1863 e il 1868. Si trova su un lato della piazzetta Martínez Pardo.
- Chiesa di Gesú Nazareno: chiesa cattolica di stile neoclassico e dettagli barocchi, a una sola navata, costruita tra il 1828 e il 1855, che sia nello stile sia nelle proporzioni ricorda la cattedrale dell'Immacolata Concezione.
- Chiesa di San Pietro Claver: chiesa di stile neoclassico costruita verso il 1889 e dedicata al santo gesuita Pietro Claver. Si trova nella zona alta della città.
- Cappella di San Juan Nepomuceno: costruita nel 1805 in stile neoclassico spagnolo si trova nella zona rurale di Obregón, a 4 km dal centro cittadino.
- Chiesa di San Martín de Porres: piccola costruzione in stile gotico, dedicata a san Martino di Porres. Fu fondata nel 1973 dall'arcivescovo Eladio Acosta Arteaga ed è sede parrocchiale.

### Altri siti d'interesse
- Casa del Bambino Gesù, detto el palacito, costruito in stile repubblicano nel secolo XIX. È sede di una comunità religiosa che si dedica a bambini poveri
- La Casa Negra: detta così per le porte e le finestre dipinte di nero. Nel 1873 vi nacque il poeta Julio Vives Guerra. Oggi è sede di alcuni uffici comunali.
- Ponte di Occidente: considerato monumento nazionale, è un ponte sospeso lungo 291 metri che attraversa il fiume Cauca e collega la città di Santa Fe a quella di Olaya; richiese otto anni (1887 - 1895) per la sua costruzione e quando fu terminato venne considerato l'ottavo ponte per importanza nel mondo.[3] Oggi è considerato un'attrattiva turistica.
- Palazzo arcivescovile
- Plaza Mayor, nota anche come Plaza Juan del Corral.
- Museo di Arte Religiosa
- Museo de Juan del Corral
- Río Tonusco

### Galleria d'immagini

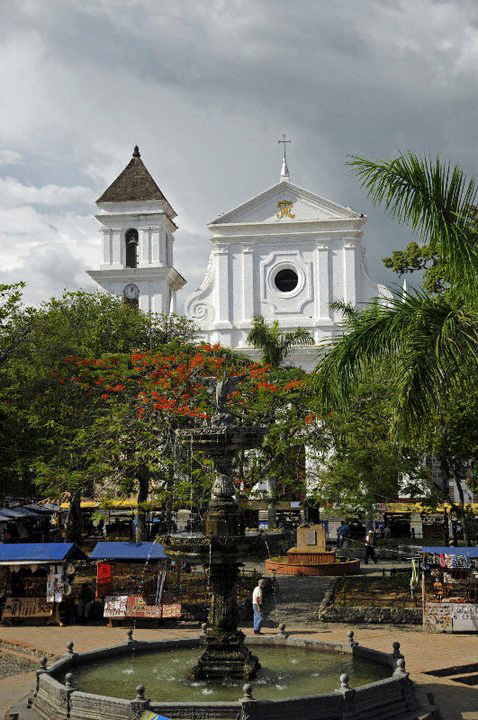
Cattedrale di Santa Fe de Antioquia.
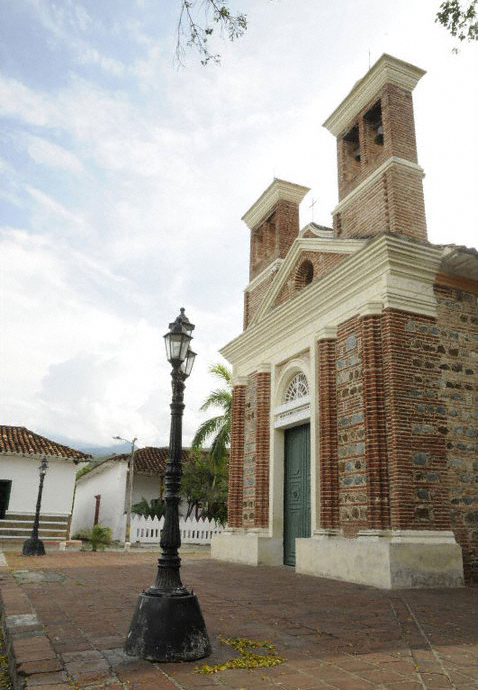
Chiesa di Nostra Signora di Chinquinquirá.
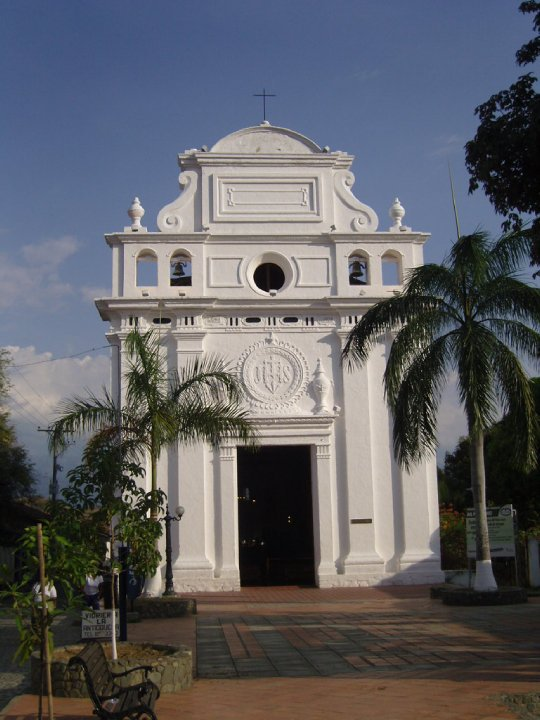
Chiesa di Gesú Nazareno.
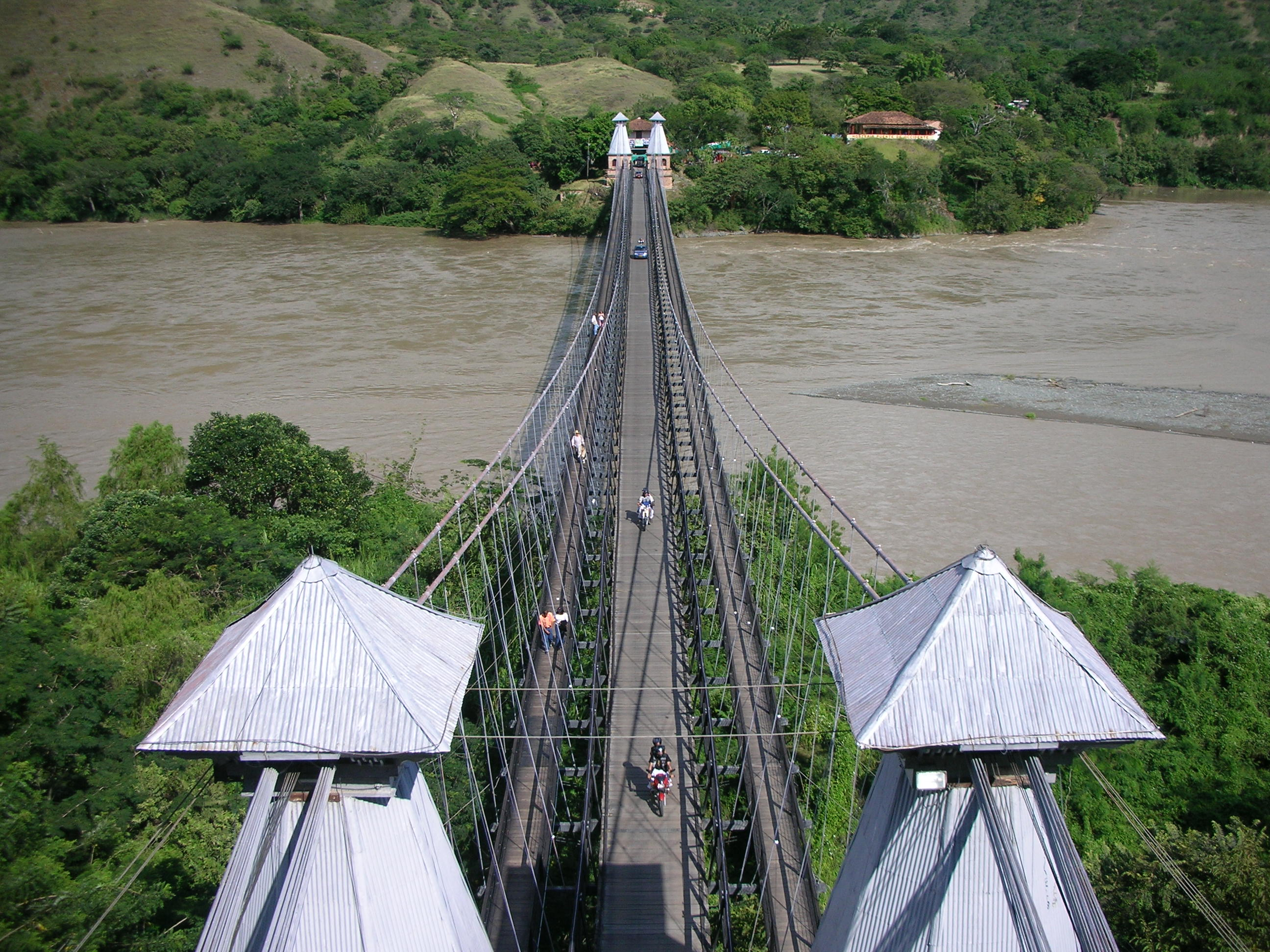
Il Ponte di Occidente